# 데이비드 사우터

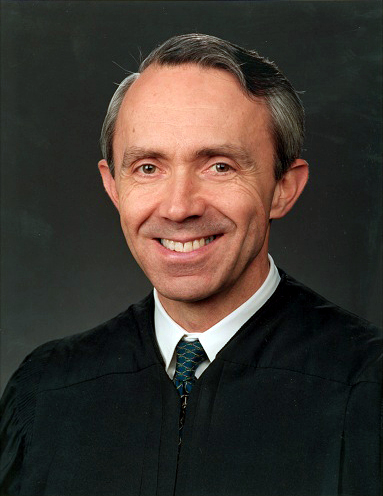
공식 초상화(1990년)

데이비드 사우터(David Souter, 본명: 데이비드 해킷 사우터, David Hackett Souter, 1939년 9월 17일 ~ 2025년 5월 8일)는 1990년부터 2009년 은퇴할 때까지 미국의 연방 대법원 대법관를 지낸 미국의 변호사이자 법학자였다. 윌리엄 J. 브레넌 주니어가 공석이 된 자리를 채우기 위해 조지 H. W. 부시 대통령에 의해 임명된 사우터는 렌퀴스트 법원과 로버츠 법원 모두에서 판사로 재직했다.
뉴잉글랜드에서 자란 사우터는 하버드 대학교, 옥스퍼드 대학교 매그달렌 대학교, 하버드 로스쿨을 다녔다. 잠시 개인 변호사로 일한 후 공직에 들어갔다. 그는 뉴햄프셔 주 법무장관실 검사(1966년~1968년), 뉴햄프셔 주 법무장관(1976년~1978년)으로 재직했다. 뉴햄프셔 주 상급법원 배석판사(1978~1983년), 뉴햄프셔 주 대법원 배석판사(1983~1990년), 그리고 미국 제1순회항소법원 판사(1990년)를 잠시 역임했다.
2009년 중반, 버락 오바마가 미국 대통령으로 취임한 후, 수터 판사는 법원에서 은퇴를 선언했고, 그의 후임은 소니아 소토마요르였다. 수터 판사는 미국 연방항소법원에서 지명 재판을 계속 진행했다.